# 25Agy busz (Budapest)
A budapesti 25A (gyors 25A) jelzésű autóbusz a Mexikói út és Újpest-Központ között közlekedett. A vonalat a Budapesti Közlekedési Zrt. üzemeltette.

## Története
1987. szeptember 1-jén új gyorsjáratot indítottak a Mexikói út és a Hubay Jenő tér között 25A jelzéssel. A buszok a körvasúti felüljáróig a 25-ös, onnan a Hubay Jenő térig a 25-ös buszok útvonalán haladtak. 1990. december 17-én meghosszabbították Újpest-Központig az újonnan átadott metróállomásig, így betétjárati szerepe megszűnt, ám számjelzése változatlan maradt.
2008. szeptember 5-én megszűnt a 25-ös, a 25-ös és a 25A busz is, a 25-ös buszt a meghosszabbított 5-ös busz pótolja, a két gyorsjárat helyett pedig 225-ös és 25-ös jelzéssel indultak új járatok. A 25A-ból lett 25-ös busz útvonala kis mértékben módosult, a Rákos út helyett az Eötvös utcán és az Arany János utcán jár, illetve csúcsidőn kívül és hétvégén is közlekedik.

## Útvonala
| Újpest-Központ felé |
| Mexikói út vá. – Horváth Boldizsár utca – Amerikai út – Kacsóh Pongrác út – – Tóth István utca – Irány utca – Rekettye utca – Rákos út – Szőcs Áron utca – Hubay Jenő tér – felüljáró – Árpád út – István út – Újpest-Központ vá.      |
| Mexikói út felé |
| Újpest-Központ vá. – István út – Pozsonyi utca – Tél utca – Rózsa utca – Árpád út – felüljáró – Hubay Jenő tér – Szőcs Áron utca – Rákos út – Karatna tér – Tóth István utca – – Ógyalla köz – Szőnyi út – Mexikói út – Mexikói út vá. |

## Megállóhelyei
| 0  | Mexikói út végállomás                           | 23 | 25, 25, 32 74, 74A 3, 69                                   |
| ∫  | Mexikói út                                      | 23 | 25, 25 74A                                                 |
| 6  | Karatna tér                                     | 16 | 70                                                         |
| 8  | Szent Korona útja                               | 14 | 25, Palota                                                 |
| 9  | Wesselényi utca                                 | 13 | 25, Palota                                                 |
| 10 | Arany János utca (SZTK) (↓) Rákos út (SZTK) (↑) | 12 | 24, 25, 96, Palota                                         |
| 12 | Szentmihályi út (↓) Rákos út (↑)                | 11 | 96, 96A, 231, Palota                                       |
| 13 | Beller Imre utca                                | 10 | 25, 96, 96, 96A, Palota                                    |
| 14 | Hubay Jenő tér                                  | ∫  | 25, 25, 70, 96, 96, 96A, 104, 170, Palota                  |
| 16 | Árpád Kórház                                    | 8  | 96, 96A, 104, 170 Helyközi buszok                          |
| 18 | Árpád üzletház                                  | 6  | 20, 20, 96, 96A, 104, 120, 170                             |
| ∫  | Ősz utca                                        | 5  | 20, 120                                                    |
| ∫  | Rózsa utca                                      | 5  | 20, 120, 121                                               |
| ∫  | Erzsébet utca                                   | 3  | 20, 120, 121                                               |
| ∫  | Tél utca                                        | 2  | 20, 120, 121                                               |
| ∫  | Berda József utca                               | 1  | 30, 120 12, 14                                             |
| 20 | Újpest-Központ végállomás                       | 0  | 20, 30, 96, 96A, 104, 120, 147, 170 12, 14 Helyközi buszok |